# Périgny (Loir-et-Cher)
Périgny település Franciaországban, Loir-et-Cher megyében. Lakosainak száma 168 fő (2022. január 1.). Périgny Coulommiers-la-Tour, Crucheray, Selommes, Villemardy és Villeromain községekkel határos.

## Népesség
A település népességének változása:
| Lakosok száma | 211  | 169  | 175  | 204  | 190  | 183  | 177  | 178  | 174  | 168  |
|               | 1968 | 1982 | 1990 | 2006 | 2013 | 2015 | 2017 | 2019 | 2020 | 2022 |